# Idelphonse Hategekimana
Ildephonse Hategekimana (Mugina, província de Gitarama, 1 de febrer de 1964) és un soldat ruandès que participà en el genocidi de Ruanda.
D'ètnia hutu, el 1994 va assolir el grau de tinent a les Forces Armades Ruandeses (FAR) i era el comandant del camp de Ngoma a la província de Butare.
El 27 de novembre de 2000, el Tribunal Penal Internacional per a Ruanda (ICTR) va emetre una acusació contra Hategekimana, el va acusar de "genocidi, o en complicitat alternativa en el genocidi, la incitació directa i pública per cometre genocidi i crims contra la humanitat."
Hategekimana era el cap de seguretat en el camp de refugiats ruandès de Loukoléla a Congo-Brazzaville durant alguns anys abans de la seva detenció. Hi va viure amb la seva esposa i hi va ser un líder respectat sota l'àlies "Isidore Balihafi".
Hategekimana va ser arrestat a la República del Congo el 16 de febrer de 2003, i després es va traslladar al TPIR. Va ser sentenciat a cadena perpètua pel Tribunal el 6 de desembre de 2010. La condemna va ser confirmada per la Cambra d'Apel·lacions el 8 de maig de 2012.